# Американо-нигерские отношения
Американо-нигерские отношения — двусторонние дипломатические отношения между США и Нигером. Согласно отчёту о глобальном лидерстве США за 2018 год, 53 % жителей Нигера одобряют политику США, 21 % не одобряют и 26 % затруднились ответить.

## История
Отношения между государствами в целом близкие и дружеские с момента обретения Нигером независимости. Агентство США по международному развитию не имеет представительства в Нигере, ежегодная официальная помощь в размере 30 миллионов долларов США распределяется через американские и местные неправительственные организации с программами, касающимися продовольственной безопасности, здравоохранения, местного управления, обучения молодежи, образования девочек, борьбы с коррупцией, улучшения качества жизни и деловой среды. Программа Корпуса мира США в Нигере началась в 1962 году. В настоящее время в Нигере работает около 130 добровольцев, а в сентябре 2012 года Корпус мира отметил 50-летие присутствие в Нигере.
В январе 2013 года США и Нигер подписали соглашение, разрешающее США использовать невооруженные беспилотные летательные аппараты с территории Нигера. В феврале 2013 США направили 100 военнослужащих для оказания помощи в сборе разведывательной информации, а также для обмена разведданными и поддержке французских военных операций в соседнем Мали. 
В марте 2024 года Нигер «немедленно» денонсировал соглашение о военном сотрудничестве с Соединенными Штатами Америки.

## Военные отношения
Соединённые Штаты Америки имеют несколько военных баз в Нигере, в том числе в Арли и Агадесе. Центральное разведывательное управление использует базу беспилотных летательных аппаратов недалеко от Дирку.
В марте 2024 года власти Нигера потребовали вывода американских войск